# Subjektstvång
Subjektstvång är ett fenomen i vissa språk (bland annat svenska och engelska) som innebär att man alltid måste sätta ut ett subjekt, även när det inte innehåller någon ny information eller även inte syftar på något särskilt . Detta kan omfatta utsagor om personer (där pronomen såsom "jag", "du", "de", ... behövs), eller även meningar med opersonliga verb (i svenska oftast om väderfenomen, i vissa språk finns mer sådana) där ett speciellt pronomen ("det" i svenska, "it" i engelska) måste sättas. Det kan finnas undantag för imperativa meningar (svenska: "Stick för helvete!", inte "Stick du för helvete!").

## Exempel
I en sats som "Det regnar." syftar inte subjektet - Det - på något särskilt men måste ändå sättas ut. I spanska, där subjektstvång inte finns i samma grad som i svenska, kan satsen skrivas "Llueve." - "Regnar.". Språk som, liksom spanska, saknar subjektstvång kallas optionella subjekt-språk eller nollsubjektsspråk.

## Verbböjning och subjektstvång
Subjektstvång handlar dock inte enbart om nollsubjektets nödvändighet ("Det" i det regnar), utan också om ett tvång att sätta använda subjektsord som har samband med brist på personböjning av verb. I spanskan och latinet behöver inte motsvarigheterna till "jag", "du", "vi" och "ni" sättas ut, och ofta inte heller motsvarigheterna till "han", "hon" och "den"/"det", eftersom det oftast framgår av verbets form vem som är subjekt. I svenskan är verbets form densamma oavsett vem eller vad som är subjekt och engelskans personböjning är begränsad. Franskan har denna sorts subjektstvång trots omfattande personböjning, förmodligen på grund av att flera verbformer som skrivs olika uttalas lika.